# Bahnhof Dittwar
Der Bahnhof Dittwar ist eine Kleinsiedlung sowie ein Industriegebiet und ehemaliger Bahnhof der Stadt Tauberbischofsheim im Main-Tauber-Kreis in Baden-Württemberg.

## Geographie

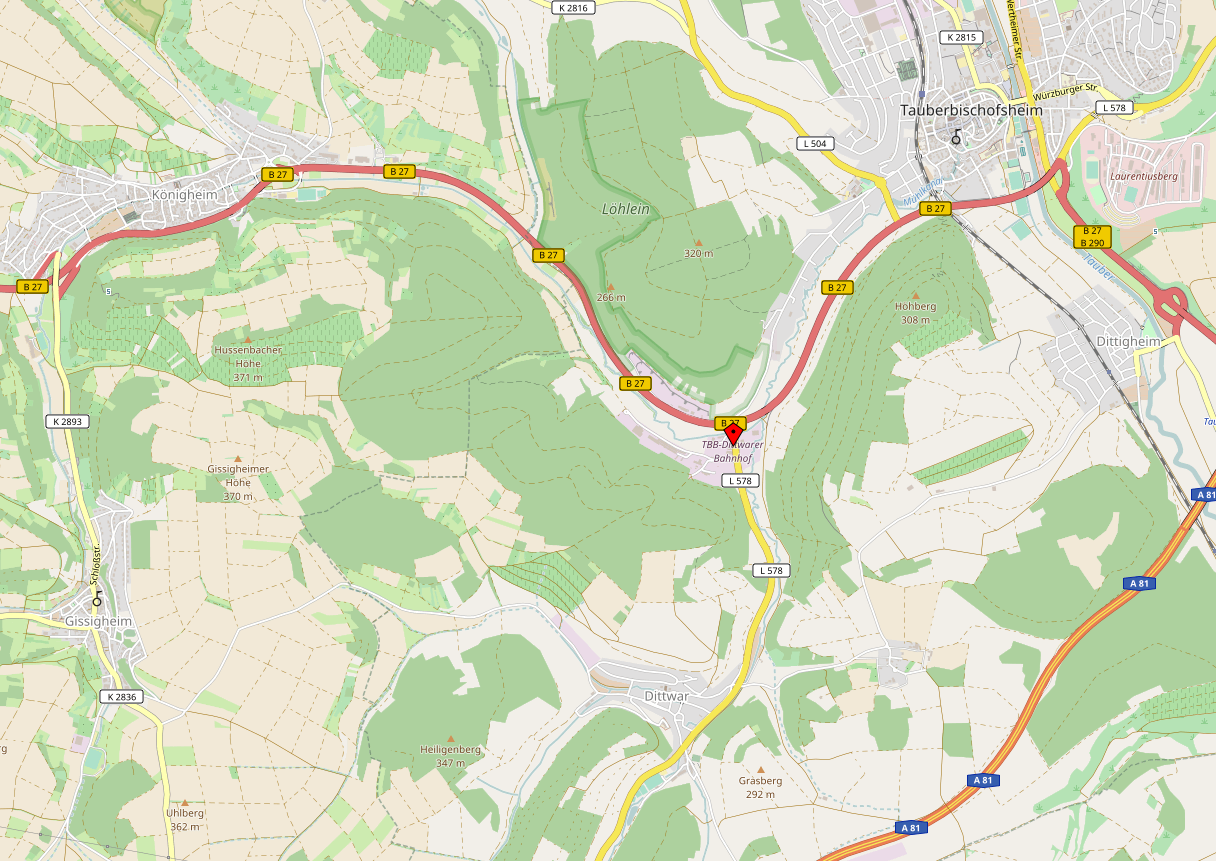
Lage des Industriegebiets und Wohnplatzes Bahnhof Dittwar

Der Dittwarer Bahnhof liegt an der Mündung der Muckbach ins Brehmbachtal. Etwa einen Kilometer südlich befindet sich die Siedlung Heidenkessel und zwei Kilometer südlich folgt Dittwar, etwa vier Kilometer nordwestlich liegt Königheim und etwa zwei Kilometer nordöstlich folgt Tauberbischofsheim.

## Geschichte
Im Ort befindet sich ein Bahnhof der ehemaligen Bahnstrecke Tauberbischofsheim–Königheim, der vom 1. Dezember 1914 bis zum 26. Mai 1968 für den Personenverkehr bedient wurde. Noch bis 1968 herrschte Hochbetrieb bei der Güterabfertigung im Bahnhof Dittwar. Alle ansässigen Firmen wickelten ihren gesamten Warenumschlag über die Station ab. Im Jahre 1932 befand sich außer dem Bahnhof kein weiteres Gebäude am heutigen Wohn- und Industriegebiet, wie eine alte Gemarkungskarte belegt.
Seit 1981 befindet sich das ehemalige Bahnhofsgebäude in Privatbesitz. Bei der Fronleichnamsflut 1984 wurde das Gleisbett des Bahndamms (⊙) beim Wohn- und Industriegebiet zerstört und in der Folge wieder aufgebaut. Der Bahnstreckenabschnitt von Tauberbischofsheim bis zum Industriegebiet am Dittwarer Bahnhof blieb bis in die 1990er Jahre als Anschlussgleis für ansässige Unternehmen erhalten.

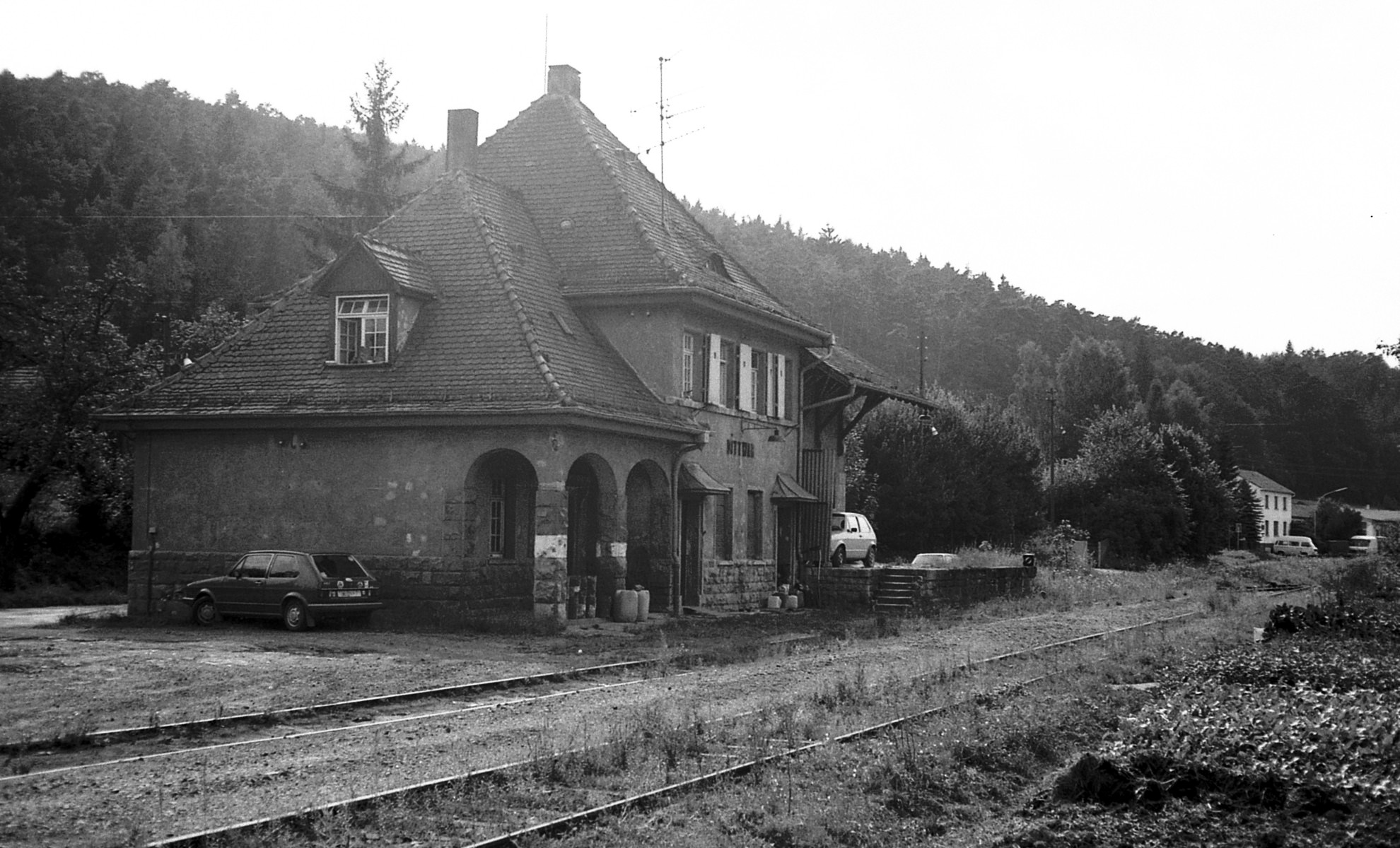
Ehemaliges Bahnhofsgebäude der Kleinsiedlung Bahnhof Dittwar, 1984
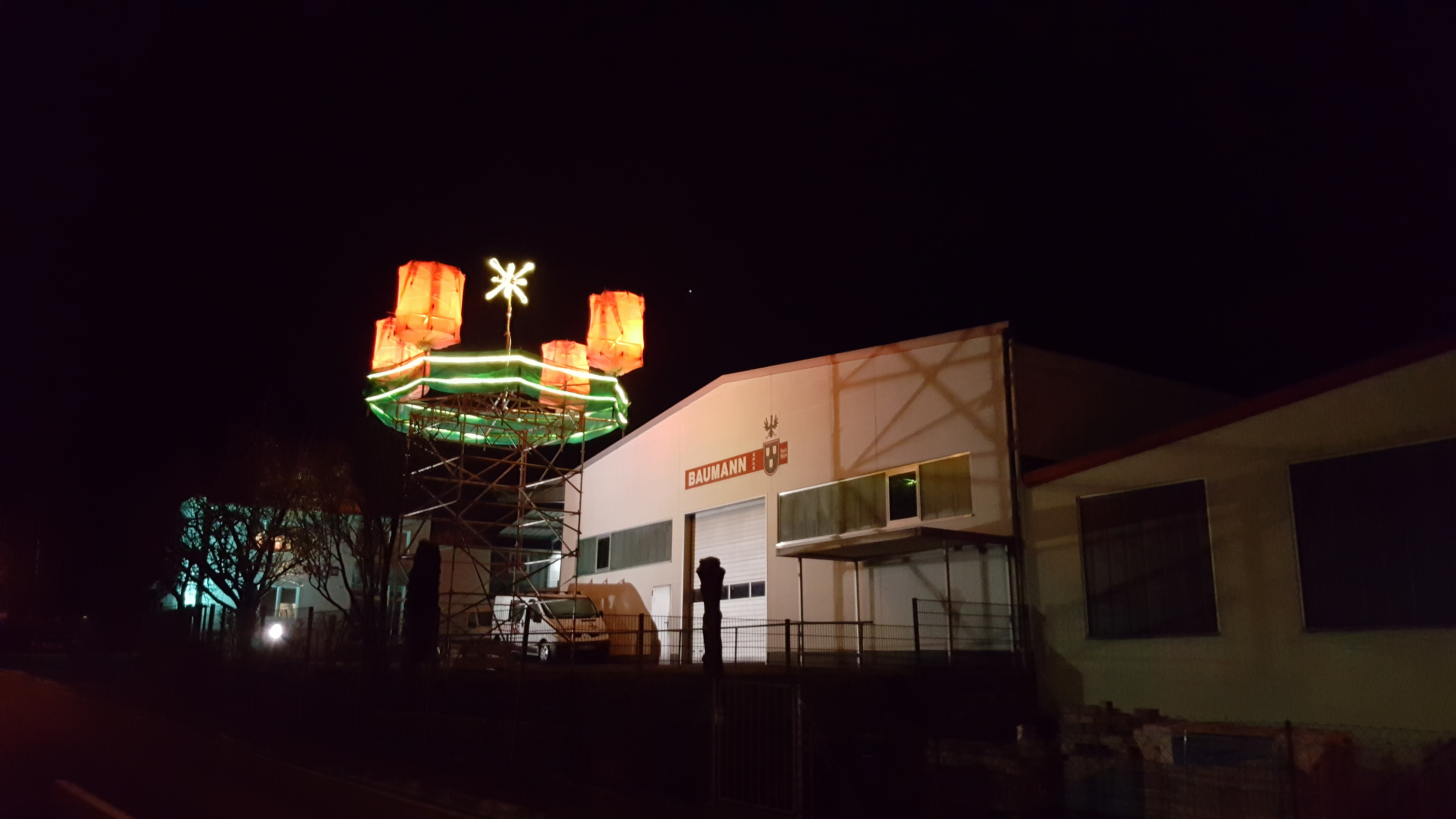
Ein ansässiger Malerbetrieb erstellt jährlich einen illuminierten Gerüstbau zur Weihnachtszeit, hier ein Adventskranz (2016)
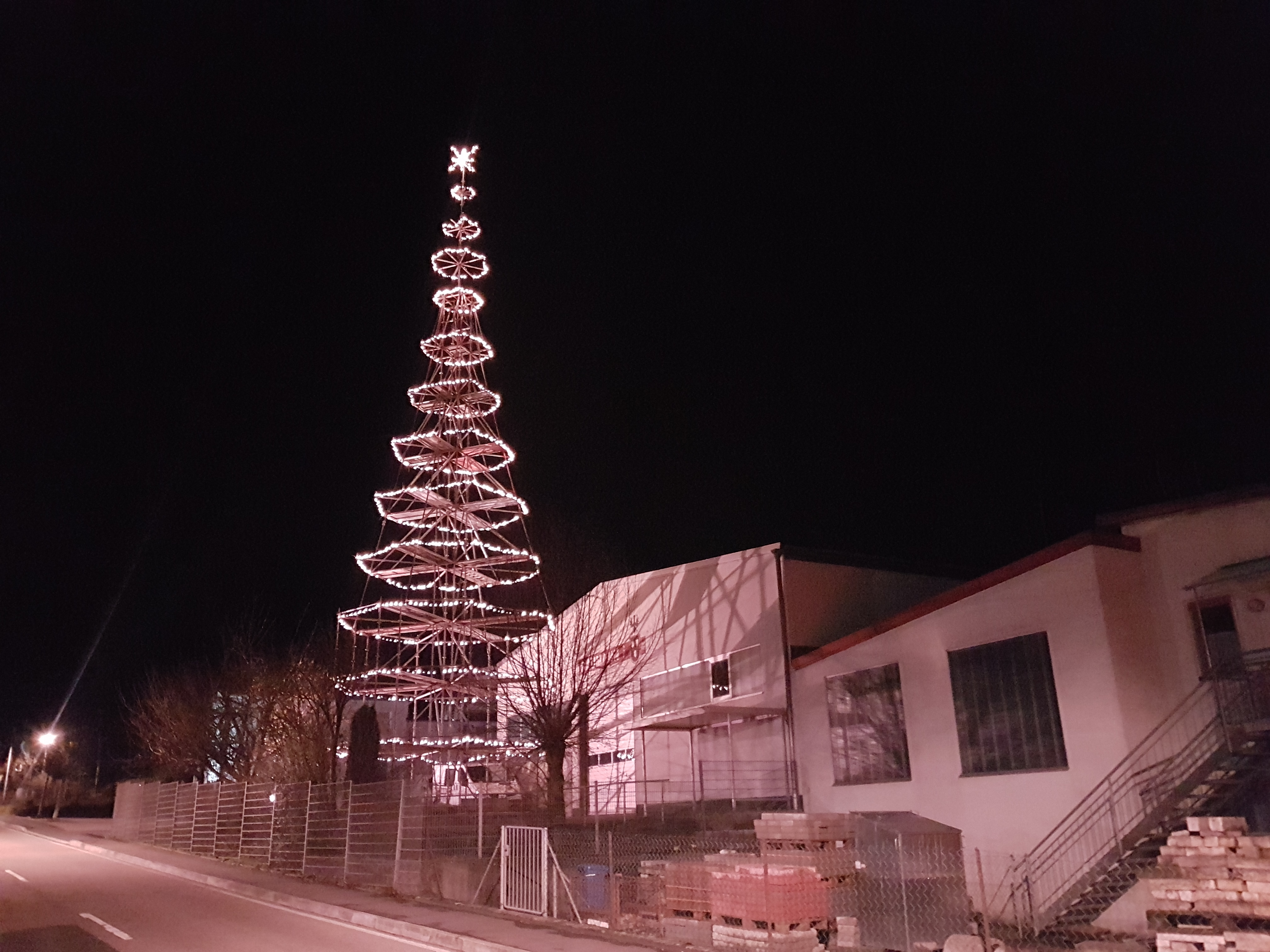
Illuminierter Gerüstbau zur Weihnachtszeit, hier ein Weihnachtsbaum (2018)

## Kultur und Sehenswürdigkeiten

### Bauwerke und Baudenkmale
Siehe auch: Liste der Kulturdenkmale in Tauberbischofsheim mit der Stadt Tauberbischofsheim, dem Stadtteil Tauberbischofsheim über der Tauberbrücke, den Wohnplätzen An der Königheimer Straße und am Bahnhof Dittwar.

### Rad- und Wanderwege

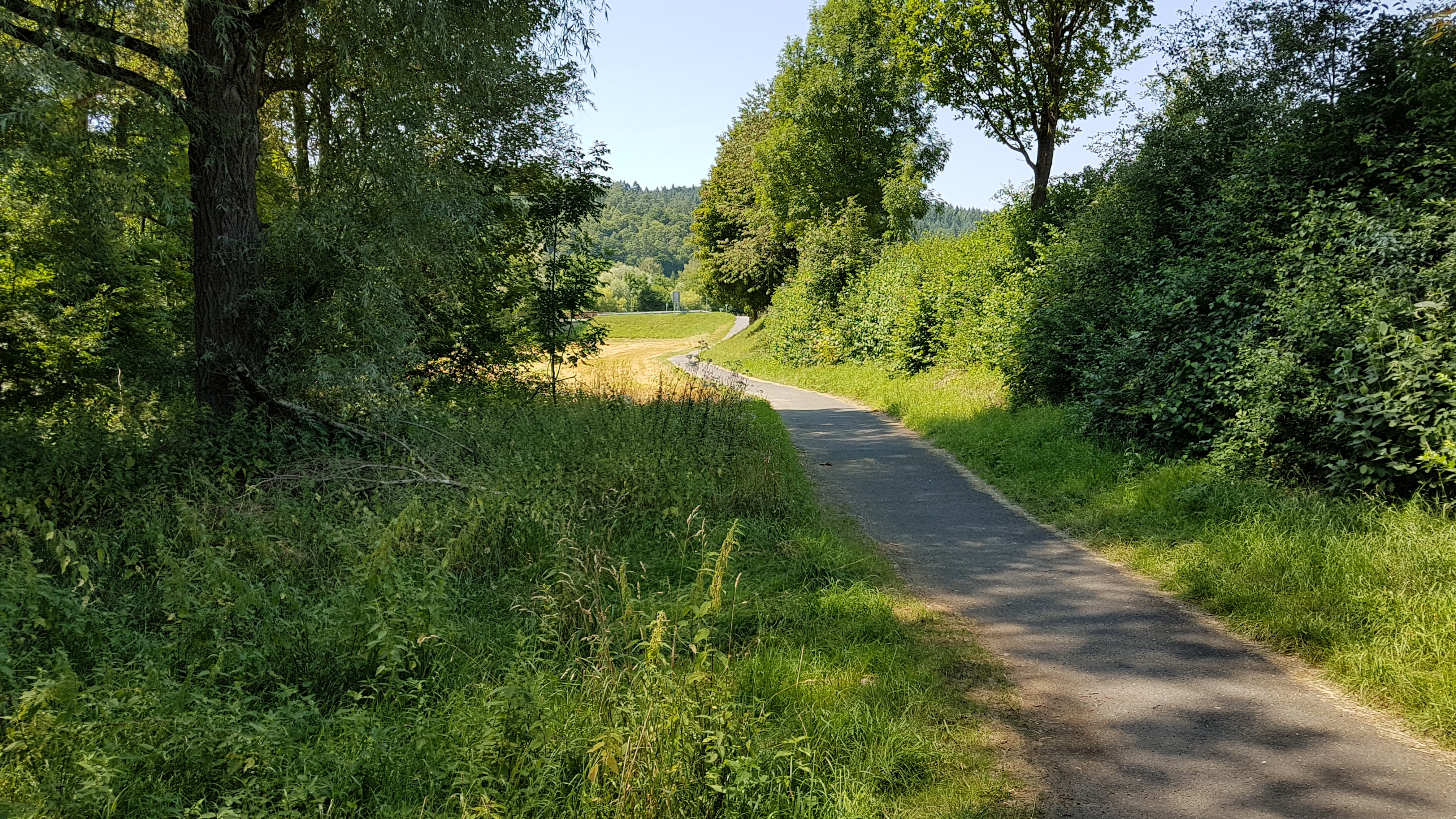
Der Brehmbachtalradweg am Bahnhof Dittwar, links der Brehmbach, rechts die B 27

Der Odenwald-Madonnen-Weg und die etwa 40 Kilometer lange und ausgeschilderte Mountainbiketour Links der Tauber führen durch die Kleinsiedlung. Beim Bahnhof Dittwar kreuzen sich der Brehmbachtalradweg und der Muckbachtalradweg. Über den Brehmbachtalradweg besteht nach etwa 2 Kilometern in Tauberbischofsheim ein Anschluss an den Taubertalradweg.

## Wirtschaft und Infrastruktur

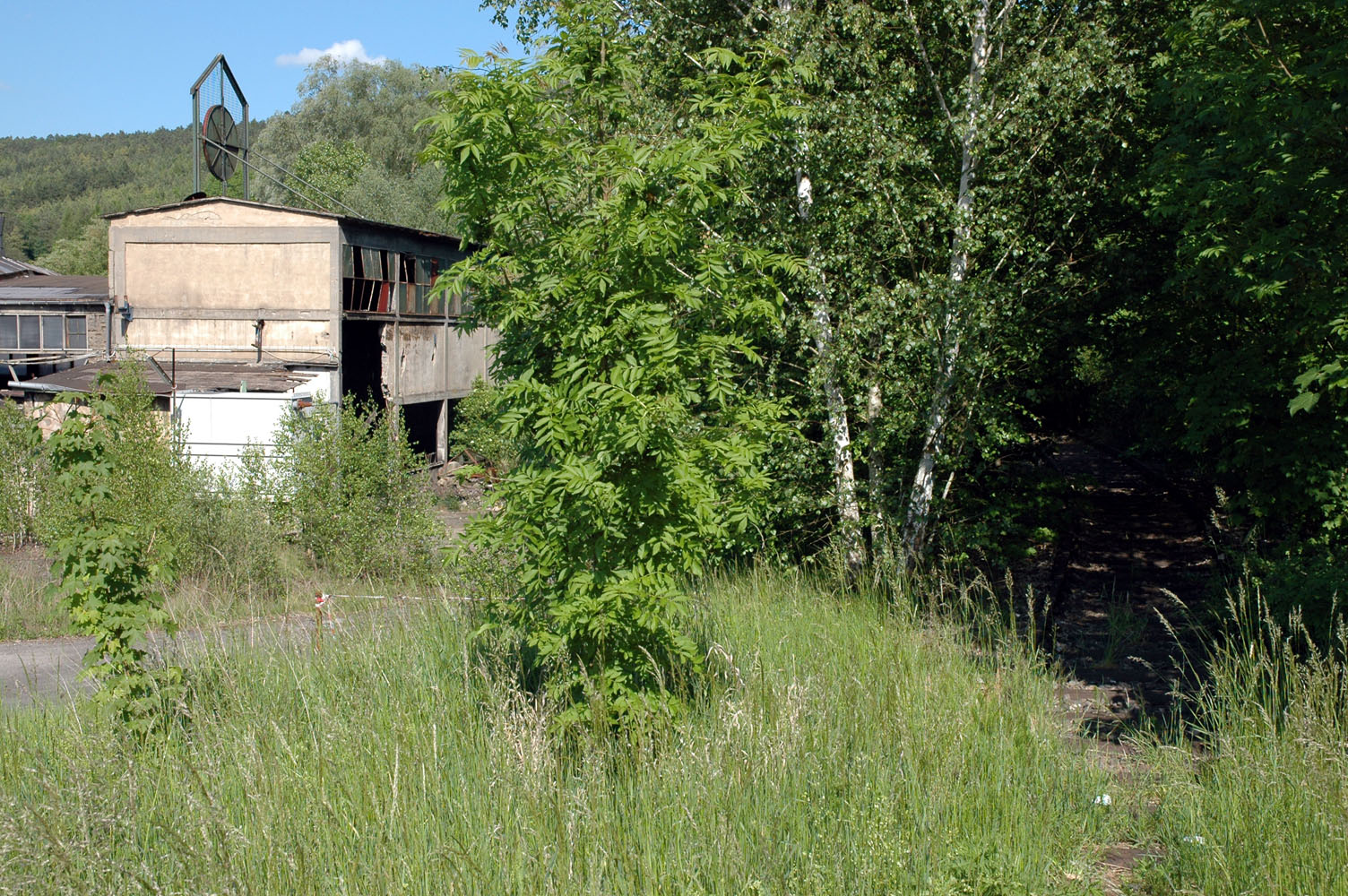
Überreste der ehemaligen Gießerei Faber, 2007

### Ansässige Unternehmen
Im Industriegebiet Bahnhof Dittwar sind folgende Unternehmen ansässig:
- Baumann GmbH – Malerbetrieb
- Brandel-Bau GmbH
- Glastechnik TBB KG, früher als SGT GmbH – Sicherheits- und Glastechnik, Flachglasbearbeitungstechnik
- Mott Mobile Systeme GmbH & Co. KG
- MTT Metall Technik Tauber GmbH
- Tauber-Beton GmbH & Co. KG Werk Tauberbischofsheim
- ZG Raiffeisen Hochleistungs-Getreideerfassungsstelle (seit 2019)[6]

Folgende ehemalige Unternehmen waren einst am Bahnhof Dittwar ansässig:
- Gießerei Faber
- Glas-Hofmann
- Hemdenfabrik Petermann (PESÖ)
- Knopffabrik Syksch (RSK-Knopffabrik GmbH)
- Strumpffabrik Walker
- Spedition Friedel
- Maler- und Verputzerbetrieb Ehrenberger

### Verkehr
Das Wohn- und Industriegebiet ist über die B 27 aus Tauberbischofsheim und Königheim sowie über die L 578 aus Dittwar zu erreichen. Über die Bahnstrecke Tauberbischofsheim–Königheim war das Wohn- und Industriegebiet im 20. Jahrhundert an den Personen- und Güterverkehr angebunden.